# NGC 4215
NGC 4215 ist eine linsenförmige Galaxie vom Hubble-Typ S0/a im Sternbild Jungfrau auf der Ekliptik. Sie ist schätzungsweise 86 Millionen Lichtjahre von der Milchstraße entfernt und hat einen Durchmesser von etwa 45.000 Lichtjahren. Unter der Katalognummer VCC 167 ist sie als Mitglied des Virgo-Galaxienhaufens gelistet.

Im selben Himmelsareal befinden sich u. a. die Galaxien NGC 4197, NGC 4223, NGC 4241, IC 773.
Das Objekt wurde am  13. April 1784 von Wilhelm Herschel entdeckt.